# 海虎属
海虎属（学名：Desmatophoca）是海虎科下的一个属。

## 下属物种
本属包括以下物种：
- 短头海虎 Desmatophoca brachycephala Barnes, 1987
- 俄勒冈海虎 Desmatophoca oregonensis Condon, 1906